# Graciela Chichilnisky
Graciela Chichilnisky (1944, Buenos Aires, Argentina) és una economista i matemàtica argentino-estatunidenca, experta en canvi climàtic. És professora d'economia a la Universitat de Colúmbia. Chichilnisky va ingressar al programa de doctorat en matemàtiques a l'Institut Tecnològic de Massachusetts. Després de traslladar-se a la Universitat de Califòrnia a Berkeley, va completar el seu doctorat en matemàtiques al 1971. Després va obtenir un segon doctorat en economia l'any 1976. És coneguda per proposar i dissenyar el comerç d'emissions de carboni subjacent al Protocol de Kyoto.

## Estudis inicials
Chichilnisky va néixer a Buenos Aires, filla d'immigrants jueus russos. Va tenir un fill quan cursava l'escola secundària. El juliol del 1966 el govern militar argentí va intervenir violentament la Universitat de Buenos Aires. El 29 de juliol, durant la Nit dels Bastons Llargs, va haver d'exiliar-se. Sense tenir cap títol universitari, Chichilnisky es va matricular al programa de doctorat en matemàtiques en l'Institut Tecnològic de Massachusetts, en la qual va ser-li atorgada la beca de la Fundació Ford. Després es va traslladar a la Universitat de Califòrnia a Berkeley l'any 1968, on va completar el seu doctorat en matemàtiques al 1971, escrivint la seva tesi sota la supervisió de Jerrold E. Marsden. Després va obtenir un segon doctorat en economia al 1976 sota la supervisió de Gérard Debreu, un economista matemàtic, Premi Nobel d'economia.